# کولر مستر
کولر مستر (انگلیسی: Cooler Master) شرکت فناوری اطلاعات تایوانی است، که در سال ۱۹۹۲ تأسیس شد.